# Uriel Feige
Uriel Feige es un criptógrafo israelí que tuvo como supervisor de doctorado a Adi Shamir. Es conocido por ser el co-inventor del Esquema de Identificación Feige-Fiat-Shamir en conjunto con Amos Fiat y Adi Shamir. Ganó el Premio Gödel en 2001 por el Teorema PCP y sus aplicaciones en encontrar algoritmos de aproximación para resolver problemas NP-hard.
Uriel Feige es actualmente profesor en el Departamento de Ciencias de la Computación y Matemáticas Aplicadas, Instituto Weizmann de Ciencias, Rehovot en Israel.